# Фріндел Стюарт
Фріндел Джером Стюарт (англ. Freundel Jerome Stuart, нар. 27 квітня 1949) — прем'єр-міністр Барбадосу з 23 жовтня 2010 до 25 травня 2018. Він замінив на цій посаді Девіда Томпсона, який помер від раку підшлункової залози 23 жовтня 2010 року. Є членом Демократичної лейбористської партії Барбадосу (ДЛПБ).

## Біографія
Стюарт народився у Сент-Філіпі, Барбадос.
Закінчив університет Вест-Індії та має ступінь у галузі політології та права. Стюарт є адвокатом і в його практиці були справи з кримінального та корпоративного права.
Фріндел Стюарт упродовж кількох років був стійким прибічником ДЛПБ та обіймав керівні посади в партії, в тому числі й в апараті голови ДЛПБ.

### Прем'єр-міністр
Стюарт виконував обов'язки глави уряду країни з травня 2010 року, коли у його попередника виявили невиліковну хворобу. Після смерті останнього лідери ДЛПБ провели надзвичайну партійну нараду в штаб-квартирі на Джордж-стріт у Бриджтауні. Унаслідок обговорення Стюарта обрали головою партії та, як наслідок, новим главою уряду.
23 жовтня 2010 року його кандидатуру затвердив генерал-губернатор Кліффорд Гасбендс. Того ж дня Фріндел Стюарт склав присягу як прем'єр-міністр Барбадосу